# 2204 Lyyli
2204 Lyyli è un asteroide areosecante del diametro medio di circa 25,16 km. Scoperto nel 1943, presenta un'orbita caratterizzata da un semiasse maggiore pari a 2,5904207 au e da un'eccentricità di 0,4047842, inclinata di 20,62396° rispetto all'eclittica.
L'asteroide è dedicato all'esperantista finlandese Lyyli Heinänen.